# Eleocharis glaucovirens
Eleocharis glaucovirens är en halvgräsart som beskrevs av Johann Otto Boeckeler. Eleocharis glaucovirens ingår i släktet småsäv, och familjen halvgräs. Inga underarter finns listade i Catalogue of Life.